# Periandra
Periandra é um género botânico pertencente à família Fabaceae.